# Аналитический марксизм
Аналитический марксизм (англ. analytical Marxism) — теоретическое направление в западном марксизме, возникшая в конце 1970-х годов под влиянием книги Джеральда Аллана Коэна «Karl Marx’s Theory of History: A Defence» («Теория истории Карла Маркса: защита»), получившее особую популярность в среде англоязычных социологов и философов в 1980-х годах. и активно развивавшееся до 1990-х годов.
Для аналитического марксизма характерны реконструкция марксистской теории на базе современной англо-американской традиции аналитической философии и отказ от большей части диалектического материализма и методологического холизма. В целом же представители аналитического марксизма (Джеральд Аллан Коэн, Юн Эльстер, Джон Рёмер, Эрик Олин Райт, Самуэль Боулс и др.) стремились развить учение об обществе как науку на основе строгих современных методов.

## Аналитический марксизм как теория
Возникновение аналитического марксизма связывают с выходом в 1978 году в свет книги Дж. А. Коэна «Karl Marx’s Theory of History: A Defence». В этой книге Коэн обратился к аналитической философии в попытке поднять стандарты ясности и строгости в рамках марксистской теории, что привело к дистанцированию его интерпретации марксизма от континентальной европейской философии. В этой книге Коэн также применил инструменты логического и лингвистического анализа для разъяснения и защиты материалистической концепции истории Маркса.
В 1979 году было организовано обсуждение книги Коэна в Лондоне, которое положило начало серии встреч, ставших потом ежегодными, и в рамках которых впоследствии сформировалась Сентябрьская группа (такое название она получила за то, что встречи эти проводились в сентябре). В эту группу вошли Юн Эльстер, Джон Рёмер, Эрик Олин Райт, Адам Пшеворский.
В рамках аналитического марксизма также развиваются микро- и макроуровневый экономические подходы. На макроуровне предложена концепция соотношения производительных сил и производственных отношений, базиса и надстройки, на микроуровне — исследование поведения индивидов. Эти исследования проводились с помощью методов математического моделирования, теории игр и т. д. В частности, в то время, когда Коэн работал над теорией истории Карла Маркса, американский экономист Джон Рёмер использовал неоклассическую экономическую теорию для защиты марксистских концепций эксплуатации и класса.
В своей «Общей теории эксплуатации и классов» «A General Theory of Exploitation and Class» (1982) Рёмер использовал теорию рационального выбора и теорию игр, чтобы продемонстрировать, как эксплуатация и классовые отношения могут возникнуть при развитии рынка труда. Далее Рёмер отвергал необходимость трудовой теории стоимости для объяснения эксплуатации и класса. Согласно Рёмеру, стоимость в принципе может быть объяснена с точки зрения любого класса товарных ресурсов, таких как нефть, пшеница и т. д., а не исключительно с точки зрения воплощённой рабочей силы. Рёмер пришёл к выводу, что эксплуатация и класс возникли, таким образом, не в сфере производства, а в сфере рыночного обмена.
Критику трудовой теории стоимости разделял и Юн Эльстер, который пришёл к выводу, что «теория (трудовой стоимости) в лучшем случае бесполезна, в худшем — вредна и вводит в заблуждение», а сама марксистская экономика практически полностью мертва.
В то же время, как отмечает Катрина Форрестер, в политической философии «аналитический марксизм был задействован постольку, поскольку марксизм можно было превратить в теорию распределения собственности».

## Критика
Джон Рёмер признавал, что «не совсем понятно, как аналитические марксисты будут отличаться от таких немарксистских философов, как Рональд Дворкин, Джон Ролз или Амартия Сен». Подвергался резкой критике аналитический марксизм и со стороны других марксистских школ за отход от ортодоксального метода и переход к неоклассическому экономическому инструментарию.